# Cosmin Cernat
Cosmin Cernat (n. 12 septembrie 1975, București, România) este un prezentator, comentator sportiv, producator si realizatori de emisiuni din România. 
Cosmin Cernat a avut primul contact cu presa sportivă în 1994, la redacția Sport a ziarului "Dimineața". În 1996, acesta și-a început activitatea la TVR,  unde a fost reporter, redactor, editor al stirilor sportive, comentator sportiv si prezentator. după care a intrat în echipa Kanal D, în 2007, odată cu lansarea stației pe piața audiovizualului din România. A fost redactor-șef al Știrilor sportive Kanal D și prezentator și realizator al emisiunilor „Fluier de start” și „Fluier final”. Acesta  a mai prezentat în trecut și o serie de formate TV de divertisment precum „Ploaia de stele”, „Spune-mi prețul” , „Stele de 5 stele” și „Șatră”. Pe lângă ocupația de prezentator, Cernat a fost și comentator în domenii precum handbal, atletism, baschet și sporturi de iarnă. Acesta a fost comentator la șapte ediții consecutive ale Jocurilor Olimpice și recompensat pentru activitatea sa de Asociația Profesioniștilor din Televiziune din România (APTR), în 2000. 
In 2016 a prezentat impreuna cu Gabriela Szabo emisiunea Drumul spre Glorie, la TVR 1, dedicata Jocurilor Olimpice.   
A fost prezentator al Festivalului de la Mamaia si al festivalului Cerbul de Aur, alaturi de Andreea Marin si Ramona Badescu.  
A fost comentator la Eurosport inca de la infiintarea acestuia in Romania, in anul 1997 pana in 2012. In ultimii ani a comentat din nou pentru Eurosport, Jocurile Olimpice de vara de la Tokyo- 2020 si Jocurile Olimpice de iarna de la Beijing- 2022.El a fost prezentatorul emisiunii Bounjour Paris pentru Eurosport la Jocurile Olimpice de vară de la Paris-2024 (exclusiv pentru România,Ungaria,Cehia,Bulgaria și Slovacia).  
În toamna anului 2010, Cernat a părăsit Kanal D și s-a alăturat echipei de prezentatori ai știrilor sportive de la TVR 1, unde a continuat să realizeze și să prezinte Studiourile UEFA Champions League, a meciurilor echipei naționale de fotbal și a transmisiunilor sportive speciale la televiziunea publică. Tot în 2010, Cernat a devenit directorul Departamentului Sport al TVR.
În trecut, Cernat a fost prezentatorul a trei sezoane ale reality show-ului Exatlon difuzat pe Kanal D.
Din 2020, realizeaza la Radio Impuls, parte a Dogan Media International, emisiunea  #invitatulde12.

## Premii și nominalizări
| An   | Premiu            | Categorie                                   | Recipient     | Rezultat     |
| ---- | ----------------- | ------------------------------------------- | ------------- | ------------ |
| 2007 | Premiile TV Mania | "Cel mai bun transfer"                      | Cosmin Cernat | Nominalizare |
| 2005 | Premiile TV Mania | "Cel mai bun prezentator de știri sportive" | Cosmin Cernat | Nominalizare |

## Legături externe
- Biografia lui Cosmin Cernat
- Famouswhy